# Israel Journal of Mathematics
L'Israel Journal of Mathematics est une revue scientifique de mathématiques générales fondée en 1963, faisant suite au Bulletin of the Research Council of Israel (Section F). En 2016, son facteur d'impact était 0,796.